# Dominikanska republikens Billie Jean King Cup-lag
Dominikanska republikens Billie Jean King Cup-lag representerar Dominikanska republiken i tennisturneringen Billie Jean King Cup, och kontrolleras av Dominikanska republikens tennisförbund.

## Historik
Dominikanska republiken deltog första gången 1990. Bästa resultatet är medverkan i huvudomgången under första året laget deltog i turneringen, 1990.